# Гадзебо
Гадзе́бо (итал. Gazebo), настоящее имя — Пауль Маццоли́ни (итал. Paul Mazzolini; родился 18 февраля 1960 года, Бейрут, Ливан) — итальянский автор и исполнитель песен, продюсер.
Наиболее известные песни — «I Like Chopin», «Masterpiece», «Lunatic», «Telephone Mama», «Dolce Vita» и «For Anita».
За первые годы карьеры ему удалось продать более 12 миллионов пластинок.
Проживает в Риме, Италия.

## Биография
Родился в Бейруте (столица Ливана),  в семье итальянского дипломата и американской певицы. После работы отца жил в Иордании, Дании (где он выучил хороший английский в американской школе) и Франции. Затем Пауль вырос в Риме, где он научился играть на гитаре в возрасте десяти лет. Посещал лицей Шатобриана. В начале своей музыкальной карьеры закончил аспирантуру по французской литературе в Римском университете Сапиенца со степенью в 1983 году.

### 80-е
Он начинал свою карьеру в различных музыкальных жанрах, включая джаз, рок и панк-рок. После встречи с Паоло Микиони был выпущен дебютный сингл «Masterpiece», который стал очень успешным треком в 1982 году; первоначально выпущенный независимым лейблом Best Record, позже переизданный Baby Records и продюсером Фредди Наггиаром, что позволило песне, благодаря маркетинговым подразделениям и возможностям, достичь важных вех, которые до сих пор характеризуют путь этого сингла.
Летом 1983 года, под руководством Наггиара, Gazebo выпустил сингл «I Like Chopin», написанный в соавторстве с Пьерлуиджи Джомбини; песня оставалась на вершине европейских чартов в течение нескольких недель и стала самым успешным синглом Gazebo. Следующим шагом был выпуск дебютного альбома «Gazebo», из которого извлечены два сингла «Lunatic» (входит в двадцатку лучших песен в чартах многих европейских стран) и «Love in Your Eyes». В том же году Gazebo написал текст к песне «Dolce Vita» итальянского певца Райана Пэриса, которая стала самым большим хитом в его карьере. Песня достигла первых позиций в чартах многих европейских стран.
В 1984 году был выпущен второй альбом под названием «Telephone Mama». Большой популярностью у публики альбом не пользовался, и после "Univision", третьего альбома, певец начинает свою карьеру в качестве продюсера и аранжировщика. Песни «I Like Chopin» и «Dolce Vita» были включены в саундтрек к фильму «Рождественских каникул» Карло Вандзины, первого итальянского фильма 1983 года.
В 1986 году основал собственную продюсерскую компанию под названием Lunatic S.r.l., после чего работал над различными проектами, в т. ч. и продюсированием других исполнителей.

### С 90-х по наши дни
В последующие годы Маццолини выпустил ещё 6 альбомов, в том числе сборник хитов «Portrait & Viewpoint».
В 2001 году Пауль участвовал в трансляции музыкального конкурса среди самых известных песен 1980-х «La notte vola», в котором он представил свой хит «I Like Chopin» и вышел в финал. Осенью 2006 года он выпустил сингл «Tears for Galileo», который сумел подняться в чартах, пока не занял первое место в Euro Dance Chart. В декабре 2007 года были выпущены первые две версии сингла «Ladies!» для конкурса ремиксов. Идея заключалась в том, чтобы сделать вокальные треки доступными для ди-джеев и музыкантов, давая им возможность делать свои версии. Вышло более 40 ремиксов, 12 лучших релизов были выпущены на iTunes и CD. 25 сентября 2008 года после длительного перерыва выпустил альбом «The Syndrone», который также включает сингл «Virtual Love» и ознаменовал его возвращение артиста на международную арену.
В 2011 году выходит распространяемый исключительно через цифровые площадки сингл «Queen of Burlesque». В 2013 году вышел альбом «I Like… Live!» в честь 30-летней карьеры на двойном компакт-диске с 21 песней, записанной в Европе во время Syndrone Tour, распространяемый через сайт Softworks. Проект также был доступен в крупных цифровых площадках. Осенью 2015 года, в преддверии сингла «Blindness», вышел альбом «Reset», в который вошли ещё два сингла, баллада «Wet Wings» и «The Secret». В июле 2017 года он был удостоен Гран-При «Corallo Città di Alghero» за свою многолетнюю карьеру; он также заслужил особое признание благодаря голосованию тысячи людей в рамках мероприятия «Sette Colli», проходившего в Риме.
В 2018 году выходит альбом «Italo By Numbers», в котором певец переосмысливает самые большие хиты 80-х итальянской музыкальной сцены и за её пределами: от «Easy Lady» Спаньи до «Self Control» Рафа, проходя через «Dolce Vita» Райана Пэриса, автором текста которого является сам Пауль. В этом альбоме присутствует неизданная, впервые спетая по-итальянски песня «La Divina», в которой рассказывается история про учителя пения, влюблённого в Каллас; также присутствует английская версия песни под названием «Untouchable».
В 2003, 2008 и 2018 годах принимал участие в «Дискотеке 80-х» в Москве и Санкт-Петербурге.
22 мая 2020 года он опубликовал неофициальную версию «I Like Chopin», посвящённую врачам и медсёстрам в авангарде чрезвычайной ситуации COVID-19.
2 октября 2021 года выступал со своим хитом «I Like Chopin» в программе «Arena Suzuki '60 '70 '80» в качестве приглашённого гостя, которую ведёт итальянский телеведущий Амадей на телеканале Rai 1.
15 июля 2022 года выступал с тем же хитом в качестве приглашённого гостя программы Top 10, организованной Карло Конти на телеканале Rai 1.

## Дискография

### Альбомы
- Gazebo (Baby Records, 1983)
- Telephone Mama (Baby Records, 1984)
- Univision (Carosello, 1986)
- The Rainbow Tales (Carosello, 1988)
- Sweet Life (Carosello, 1989)
- Scenes From The Broadcast (Lunatic, 1991)
- Portrait (Giungla-BMG Italy, 1994)
- Viewpoint (Softworks, 1997)
- Portrait & Viewpoint (Softworks, 2000)
- Ladies! The Art Of Remixage (Softworks, 2007)
- The Syndrone (Softworks, 2008)
- I Like ... Live! (Softworks, 2013)
- Reset (Softworks, 2015)
- Italo By Numbers (Softworks, 2018)

### Синглы
- «Masterpiece» (1982)
- «Gimmick!» (1982)
- «I Like Chopin» (1983)
- «Lunatic» (1983)
- «Love in Your Eyes» (1983)
- «Telephone Mama/Strategy» (1984)
- «First» (1984)
- «For Anita» (1984)
- «Trotsky Burger» (1986)
- «The Sun Goes Down on Milky Way/Pain» (1986)
- «Give Me One Day…/Diamonds Are Forever» (1987)
- «Coincidence» (1988)
- «Dolce Vita» (1989)
- «Fire» (1991)
- «The 14th of July» (1991)
- «I Like Chopin '91» (remix) (1991)
- «Masterpiece 2K» (remix) (2000)
- «Tears For Galileo» (CD Single Softworks, 2006)
- «Ladies!» (2007)
- «Virtual Love» (2008)
- «Queen of Burlesque» (2011)
- «Blindness» (2015)
- «La Divina» (2018)
- «I Like Chopin 2020 (Radio Coronaversion)» (2020)

## Видеоклипы
- Masterpiece (1982)
- I like Chopin (1983)
- Lunatic (1983)
- Telephone Mama (1984)
- Tears For Galileo (2008)
- Virtual love (2008)
- Queen of Burlesque (2011)
- Blindness (2015)
- Yell it Away (The Secret) (2015-2016)
- Wet Wings (2015-2016)
- Europa (2015-2017)
- The Fourteenth Of July (2017)
- La Divina (2018)
- I Like Chopin (Coronaversion) (2020)